# Зубровское урочище (Львов)
Зубровское урочище — местность Львова, где от 1956 года до 1980 года за лесопарком «Зубра» существовал водоём — пруд «Пионерское озеро» (площадью — 20 гектаров). 1978 года это озеро вдохновило Львовского художника Ивана Прийдана к созданию художественного полотна. На этом полотне он нарисовал Львов и отдых жителей Львова на Пионерском озере.
Сейчас на месте озера — урочище в виде высушенной долины, куда всё ещё любят приходить сиховчане.
Согласно постановлению Кабинета Министров от 17 января 2025 года № 49 «О переименовании некоторых географических объектов» Пионерское урочище было переименовано в Зубровское